# Caecilia tentaculata
Caecilia tentaculata és un amfibi gimnofió de la família Caeciliidae que habita a diversos països de Sud-amèrica com el Brasil, l'Equador, el Perú i Colòmbia.

## Morfologia
És un animal de color gris blavós fosc per la part dorsal i de color més clar per la part del ventre. Es caracteritza per la seva gran mida, que pot arribar als gairebé 99 cm de longitud. La seva proporció de longitud a diàmetre és d'aproximadament 30-35 vegades, cosa que la fa notablement més gruixuda que altres espècies del mateix gènere com la caecilia disossea, que pot arribar fins a 80 vegades el seu diàmetre. El seu cos presenta 2 collarets nucals ben marcats a la part posterior del cap i més de 122 plecs anulars i 34 de secundaris.
Els seus ulls són visibles sota la pell. Té tentacles sensorials a la part inferior de cada fossa nasal i no es veuen des de la part superior. El seu musell es projecta per davant de la boca on té les seves dents corbades cap enrere i que estan formades per 2 files a la part superior i una a la part inferior.

## Distribució i hàbitat
La caecilia tentaculata es distribueix per tota la conca de l'Amazones. Es pot trobar al Brasil, Colòmbia, l'Equador, Perú, Veneçuela, Surinam, Bolívia i Guyana. És d'hàbits subterranis i terrestres i habita en boscos humits i tropicals i clarianes humides de baixa altitud per sota dels 1.000 metres.